# Guido Diamantino Soares
Guido Diamantino Soares war ein osttimoresischer Politiker und Freiheitskämpfer.
In der portugiesischen Kolonialzeit war Soares Leutnant in der portugiesischen Armee und erhielt eine militärische Ausbildung in Portugal.
Soares war Mitglied des Zentralkomitees der FRETILIN, die am 28. November 1975 die Unabhängigkeit Osttimors ausrief. Im aufgestellten Regierungskabinett wurde er, neben Hermenegildo Alves, zum stellvertretenden Vizeminister für Verteidigung ernannt und außerdem Sub-Chefe des Generalstabes der Forças Armadas de Libertação Nacional de Timor-Leste (Estado Maior das FALINTIL). 1977 wurde das Verteidigungsministerium aufgelöst und Soares stattdessen zum Sektorkommandeur (COMSEC) des Sektors Centro Sul. und zweiter nationaler Kommandant der Brigada de Choque. Soares kam während des Kampfes gegen die Indonesier ums Leben.
2006 wurde Alves posthum der Ordem de Dom Boaventura verliehen.